# Fiesta patronal de San Pedrito
La Fiesta de San Pedrito en Chimbote es una celebración religiosa y cultural que tiene lugar en la ciudad de Chimbote, ubicada en la región Ancash del Perú. Esta festividad declarada Patrimonio Cultural de la Nación, se lleva a cabo anualmente en honor a San Pedro, el santo patrono de la ciudad,  inicia el 19 de junio  y se extiende desde el 28 de junio al 2 de julio, con el día central de celebración el 29 de junio.

## Historia y origen
La fiesta patronal tiene origen en el año 1974 en el antiguo barrio de Huanchaquito, en Chimbote, en donde pescadores rendían culto al santo con la intención de pedirle la bendición y protección al momento de partir al mar. Después, la tradición se extendió hasta convertirse en la más grande festividad religiosa del puerto ancashino.

## Desarrollo
La celebración incluye una amplia variedad de eventos y actividades, que van desde procesiones religiosas hasta manifestaciones culturales y folklóricas. Los participantes visten trajes tradicionales y llevan a cabo danzas típicas, creando un ambiente festivo y vibrante en toda la ciudad.
En el día central de la celebración de la Fiesta Patronal de Chimbote, los devotos acudieron masivamente para entregar ofrendas y expresar oraciones.
La jornada inicia temprano con una misa matutina, oficiada en la iglesia San Pedro de Chimbote. Desde allí, la imagen de San Pedrito es conducida en una procesión hasta la Caleta de Chimbote.

## Patrimonio Cultural de la Nación
En 2018 el Ministerio de Cultura declaró esta fiesta mediante la resolución Resolución Viceministerial 063-2018-VMPC1C-MC, como Patrimonio Cultural de la Nación por la Ley N° 30955, de autoría de la legisladora María Melgarejo Paucar.